# بخش یونشوپینگ
بخش یونشوپینگ (به سوئدی: Jönköpings kommun) یک ناحیه شهری در سوئد است که در شهرستان یونشوپینگ واقع شده‌است.

## خواهرخوانده
شهرهای Svendborg، شهرستان لنه-ویرو، کووپیو، بودو، نروژ، تیانجین و گورژوف ویلکوپولسکی خواهرخوانده‌های بخش یونشوپینگ هستند.